# Gainesville (Alabama)
Gainesville város az USA Alabama államában, Sumter megyében. Lakosainak száma 172 fő (2020. április 1.).

## Népesség
A település népességének változása:
| Lakosok száma | 1500 | 220  | 208  | 172  |
|               | 1850 | 2000 | 2010 | 2020 |